# IMAM Ro.43
IMAM Ro.43 byl italský dvoumístný jednomotorový plovákový průzkumný dvouplošník smíšené konstrukce.

## Vznik
Ro.43 vznikl na požadavek italského královského námořnictva, které projevilo zájem o plovákový průzkumný letoun určený pro katapulty válečných lodí, nebo pro pobřežní službu. Šéfkonstruktér společnosti S. A. Industrie Meccaniche e Aeronautiche Meridionali, ing. Giovanni Galasso, navrhl jednoduchou úpravu pozemního průzkumného letounu IMAM Ro.37bis z roku 1934 na plovákový Ro.43.

## Vývoj
Převzetím řady komponentů z Ro.37bis byl umožněn vzlet prvního prototypu Ro.43 (MM244) již 19. listopadu 1934, který provedl šéfpilot Nicolo Lanna. Pohon nového hydroplánu zajišťoval hvězdicový devítiválec Piaggio P-IX RC-40 o 448 kW s krytem NACA s kapkovitými výstupky nad vahadly ventilů. Vrtule byla dvoulistá.
Prvních 23 sériových kusů postavených mezi dubnem a listopadem 1936, včetně následující produkce, bylo vybaveno silnější pohonnou jednotkou Piaggio P-XR o výkonu 515 kW s hladkým krytem NACA a třílistou kovovou vrtulí. Měly také větší SOP. Křídla bylo možno sklopit vzad. Výzbroj tvořil jeden synchronizovaný kulomet Breda-SAFAT ráže 7,7 mm a jeden pohyblivý stejného typu. Dvoučlennou osádku tvořil pilot vojenského letectva a námořní pozorovatel. Přistávací zařízení tvořil jeden centrální celokovový plovák a dva pomocné pod spodním křídlem.
Neapolská firma IMAM vyrobila celkem 149 Ro.43, licenční výroba u společnosti CMASA v Marina di Pisa dala vzniknout úhrnem pětačtyřiceti exemplářům. Dalším vývojem Ro.43 vznikl jednomístný plovákový stíhací letoun IMAM Ro.44.

## Nasazení

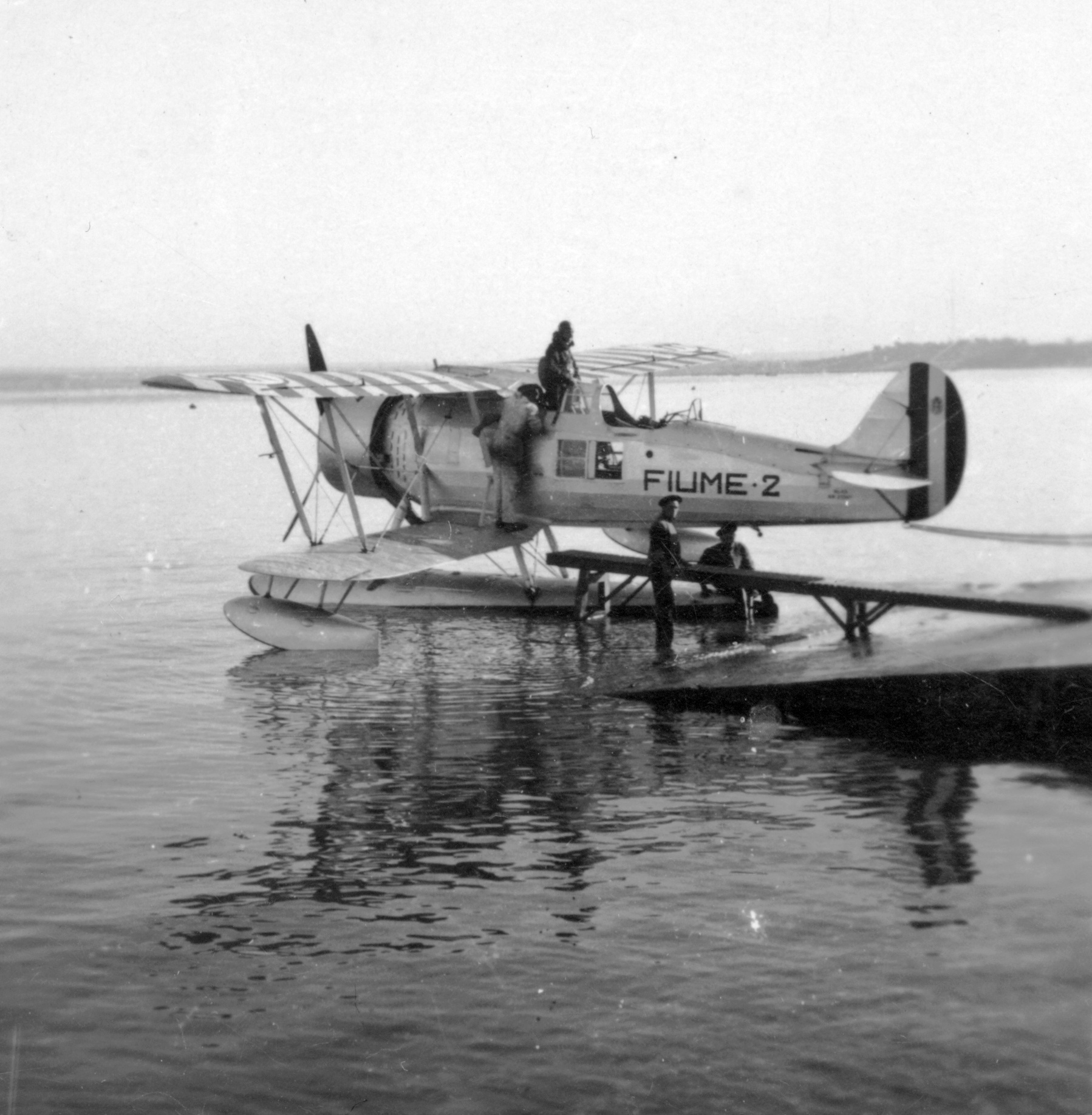
IMAM Ro.43

První Ro.43 byly dodány ve druhé polovině roku 1937 k výcvikovým jednotkám a třem jednotkám vodního stíhacího letectva. Ve stejném roce dostal první stroj také lehký křižník Montecuccoli. S přibývajícími dodávkami převzaly postupně Ro.43 také křižníky Trieste, Fiume, Zara, Pola, Gorizia, Trento a Bolzano, nosič hydroplánů Giuseppe Miraglia a následně těžké bitevní lodě třídy Vittorio Veneto, tedy vedle této vlajkové lodi i Roma a Littorio. Bitevní lodě a křižníky mohly nést tři až čtyři letouny, v praxi se jich neneslo více než dva, spíše jen jeden.
Po vypuštění letounu pro řízení palby či hledání nepřítele se stroj po vyčerpání paliva vrátil k plavidlu, což za vyššího vlnobití nebylo vždy možné, a loď musela asi půl hodiny stát, než byl letoun dopraven na palubu. V bojových podmínkách se často stroje vysílaly k přistání na pobřeží Itálie, nebo jejích kolonií. Většího bojového nasazení se Ro.43 dočkaly v dubnu 1939 při obsazování Albánie.
V prosinci 1939 mělo italské letectvo ve stavu 90 Ro.43 a při vstupu Itálie do války 10. června 1940 105. Čtveřice Ro.43 byla katapultována také při střetnutí italského a britského loďstva u Punta Stilo 8. července 1940 a od té doby se účastnily většiny střetnutí, tedy u mysů Teulada, Matapan, při akcích u Gibraltaru a Alexandrie, mysu Carbonara a bojů u Syrty.
Dalšími plavidly, které nesly Ro.43, byly válečné lodě Duca d' Aosta, Garibaldi, Cavour, Diaz, Eugenio di Savoia a Duilio.
V době italské kapitulace bylo ve stavu ještě 48 Ro.43, z nichž bylo na plavidlech 28. Soustředily se 8. září na Sardinii a před německým útokem se snažily uniknout. Dva stroje byly sestřeleny, zbytek přelétl na Baleáry, kde je Španělé internovali.

## Specifikace

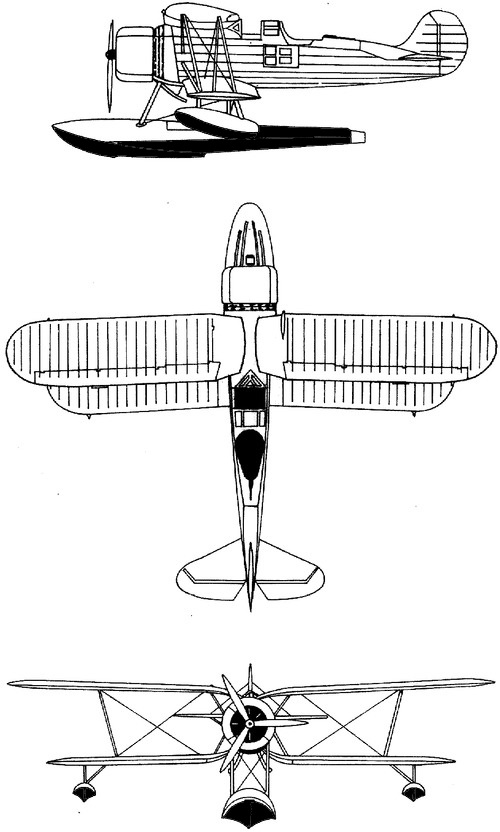
IMAM Ro.43

Údaje dle

### Technické údaje
- Osádka:
- Rozpětí: 11,57 m
- Délka: 9,71 m
- Výška: 3,51 m
- Nosná plocha: 33,36 m²
- Hmotnost prázdného letounu: 1760 kg
- Vzletová hmotnost: 2400 kg
- Pohonná jednotka:

### Výkony
- Maximální rychlost u hladiny moře: 280 km/h
- Maximální rychlost v hladině 2000 m: 303 km/h
- Cestovní rychlost: 180 km/h
- Výstup na 4000 m: 11 min
- Dostup: 7200 m
- Dolet: 1092 km

### Výzbroj
- 1 × synchronizovaný kulomet Breda-SAFAT ráže 7,7 mm
- 1 × pohyblivý kulomet Breda-SAFAT ráže 7,7 mm